# ジョージアにおける宗教
グルジアにおける宗教 (2014年の調査)

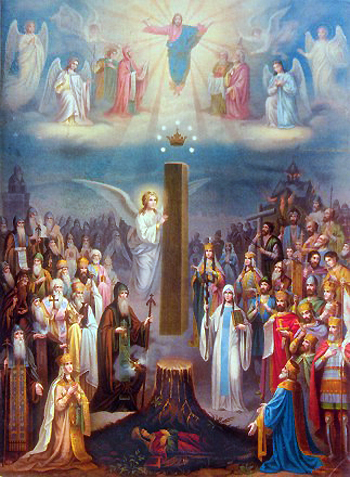
ジョージアにおける主要な宗教は東方正教である。ミハイル・サビーニンが描いたこのイコンには、この国において多数派の信仰として認められたジョージア正教の歴史が描かれている。

本項においてはジョージアにおける宗教（ジョージア における しゅうきょう、グルジア語: რელიგია საქართველოში）について解説する。
なお、本項では1991年のジョージア独立宣言以前の国家については「グルジア」、1991年の独立宣言以降は「ジョージア」と表記する。また、言語の名称としては「グルジア語」を使用する。
数多くの民族が住むジョージアは、宗教においてもまた多様である。ジョージアの人口のほとんどは正教会の信仰を有し、国民の83.4%がグルジア正教会の信仰をもつ。国民の2.9%程度の人々が、東方諸教会のひとつであるアルメニア使徒教会を信仰し、彼らの大多数は民族的アルメニア人である。また、国民の10.7%がイスラームを信仰し（ムスリム）、その多くがアジャリアやクヴェモ・カルトリ州に居住する一方で、トビリシではマイノリティながらもそれなりの規模を成している。アルメニアやローマのカトリックの信者は、人口の0.8%を占め、その多くがジョージアの南部、少数がトビリシに住む。プロテスタントの信者は人口の1%未満である。トビリシにはユダヤ人コミュニティが存在し、同市にはシナゴーグが2つ置かれている。
世界最古のキリスト教会のひとつであるグルジア使徒伝承独立正教会は、1世紀に使徒アンデレによって設立されたとされる。4世紀前半、キリスト教はジョージアの国教となった。ジョージアはその後、たびたび外部勢力の支配・同化政策にさらされたが、キリスト教の信仰によって強い国民意識を育み、保つこととなった。
ジョージアは、歴史的に近隣の国々と戦争を繰り返してきたが、その一方で国内においては宗教的調和の長い歴史をもつ。数千年にわたり異なる宗教的マイノリティが住みつづけ、宗教的差別はほぼ存在しない。ユダヤ人コミュニティはジョージア国中でみられるものの、主に国内の2大都市であるトビリシとクタイシに集中している。アゼルバイジャン系の人々や、それぞれ自治共和国を形成しているアジャール人、アブハズ人の一部は、数世紀に渡りイスラームの信仰を保っている。ジョージア正教会とはいくつかの点において異なる教義を奉じるアルメニア使徒教会は、独立した地位を有している。

## 宗教人口
ジョージアの国土はおよそ6万7000平方キロ、人口は（2014年時点で）370万人である。
2014年に行われた国勢調査では、ジョージアの国民のうち83.4%が東方正教徒、10.7%がムスリム、2.9%がアルメニア使徒教会の信徒、0.5%がカトリックと答えた。また、それ以外の2.5%はエホバの証人やヤズィーディー、ユダヤ教、プロテスタント、または特定の信仰を有しないと答えた。民族的ジョージア人以外向けの正教会、すなわちロシア正教やギリシャ正教などは、グルジア正教会の組織下にある。これらの非グルジア系正教会は、それぞれのコミュニティの言語で奉神礼（典礼）を行っている。
また、これらの民族的ロシア人の正教徒のなかには、非主流派の信仰を持つ集団が少ないながらも2派存在する。すなわち、古儀式派と、霊的キリスト教（モロカン派とドゥホボール派）である。彼らの多くは1980年代中頃以降、国外に流出した。
ソビエト連邦の支配下（1921年 - 1990年）のグルジアでは、教会や聖職者の活動は急速に衰え、宗教教育はほぼ消滅していた。ただし、スターリンの時代には、独ソ戦を戦い抜くため宗教界をも動員する必要に迫られたため、政府からの宗教にたいする歩み寄りが図られた。グルジアを含めたソビエト連邦内の諸地域において、正教会・イスラーム教をはじめとした諸宗教と政府との間に和解がなった。一方で、クレムリンの世俗化政策によって、人々の宗教に対する姿勢の二極化がすすんだ。すなわち、国の方針に忠実な国民は無信仰の傾向を強めたが、方針に反発した人々はより信仰を強めたのである。独立した1991年以降、グルジア正教徒の信徒は著しく増加した。グルジア正教会は現在、神学校を4校、大学を2校、多数の学校、27の教区を有している。また、司祭は700名、修道士は250名、修道女は150名である。トビリシに座を置く全ジョージアのカトリコス総主教、イリア2世が、グルジア正教の首座主教である。
アルメニア使徒教会やカトリック教会、ユダヤ教、イスラム教は、伝統的にグルジア正教と並存してきた。ジャヴァヘティ（サムツヘ＝ジャヴァヘティ州の一部）南部にはアルメニア人が多く、同地において多数派を成している。イスラム教は、国東部のアゼルバイジャン人や北コーカサスの諸民族集団に見られるほか、アジャラやアブハジアの地域でも見られる。
ジョージアにおいて古代から見られるユダヤ教は、トビリシやクタイシといった大都市を中心に、国中で多くのコミュニティが見られる。ジョージアは、ユダヤ教徒の国外流出を大まかに2度経験している。1970年代初頭の第一波、1980年代末期のペレストロイカ期の第二波を経て、現在国内には8000人ほどのユダヤ人が住んでいる。ユダヤ人組織の推定によれば、これらの国外流出以前のユダヤ人人口はおよそ10万人ほどだったとされる。また、1817年以降に最初に定住したドイツ人のコミュニティの子孫を中心として、少数のルター派が存在する。また、少数ではあるが、ヤズィーディーの民族宗教集団が数世紀に渡り居住している。

## キリスト教

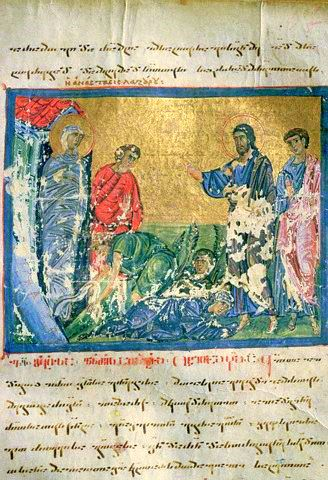
1030年に制作されたグルジア語聖書の1ページ。挿絵は「ラザロの復活」の場面。

正教における伝承では、キリスト教は1世紀に使徒シモンとアンデレによってジョージアにもたらされた。337年、イベリア王国（カルトリ王国）はキリスト教を国教として奉じた。カッパドキアの聖ニノの活動によって改宗したとされる。元はアンティオキア教会に属していたグルジア正教会であるが、5世紀から10世紀にかけて独立し、教義の独自性を発展させていった。5世紀には聖書もグルジア語に訳され、その過程でグルジア文字が発展することなった。他のキリスト教圏同様、ジョージアのキリスト教会は書記言語の発展に極めて重要な役割を果たし、最初期に記された文章はそのほとんどが宗教的なテキストであった。1世紀以降のジョージアでは、ミトラ教、原始宗教、ゾロアスター教の信仰が見られた。
キリスト教は、ゾロアスター教を除くほぼ全ての宗教にとって代ることとなった。そして、378年に東ローマ帝国とササン朝ペルシャの間でアシリセネの和約が結ばれたことで、キリスト教はイベリア王国における事実上の第二国教となった。また、この和約により、ジョージアの人々はイスラム世界＝キリスト教世界間の争いの狭間に恒久的におかれることとなった。以降ジョージアは幾たびにもわたるイスラーム勢力の侵入にくわえ、長きにわたる他国からの支配にあったが、ジョージア人の多くはキリスト教の信仰を保ち続けた。ロシア帝国によってジョージアが併合された1811年、グルジア正教会はロシア正教会の組織下に入った。
ロシア帝国による支配が終わった1917年、グルジア正教会はふたたび独立を取り戻した。1921年、ソヴィエト政権はグルジアをその支配下においたが、彼らはグルジア正教会の復興を重要な目標と捉えていなかった。ソヴィエトによる支配はむしろ、グルジアの教会組織に対する厳しい粛清と、正教会の信仰を標的とした頻繁な弾圧をもたらした。ソヴィエト連邦の他の地域同様、多くの教会の破壊や世俗的な建造物への改装がおこなわれた。この教会に対する弾圧の歴史は、宗教的アイデンティティを力強い民族主義運動へと合流させたうえ、また、グルジア人を政府機関や政府の管理下にある教会の外での宗教的なデモへと駆り立てることとなった。1960年代後半から1970年代前半、ズヴィアド・ガムサフルディアといった反体制派のリーダーたちは、教会組織の腐敗を糾弾した。70年代後半にイリア2世がグルジア正教会の総主教（カトリコス）の座についた後、グルジア正教は復興を遂げた。1988年、クレムリンは総主教イリア2世に聖別ならびに閉鎖された教会の再開を許可した。これによって、グルジア正教会の大規模な再建プロセスが始まった。1991年のジョージア独立以降、グルジア正教会は力を取り戻し、国家から完全に独立した。同教会はジョージアの国教ではないものの、2002年の憲法協定により、国家によって特別な地位が認められている。また、2004年にはジョージア史上最大の教会、聖三位一体教会の落成式が行われた。
グルジア正教会のほか、ジョージアにおけるキリスト教会にはアルメニア使徒教会、ロシア正教会、ラテン典礼かアルメニア典礼（東方典礼）のいずれかに従うカトリックが見られる。
2015年の調査では、イスラームから改宗したキリスト教徒が国内におよそ1300人ほどおり、彼らのほとんどはプロテスタントのいずれかの宗派に属している。

## イスラム教

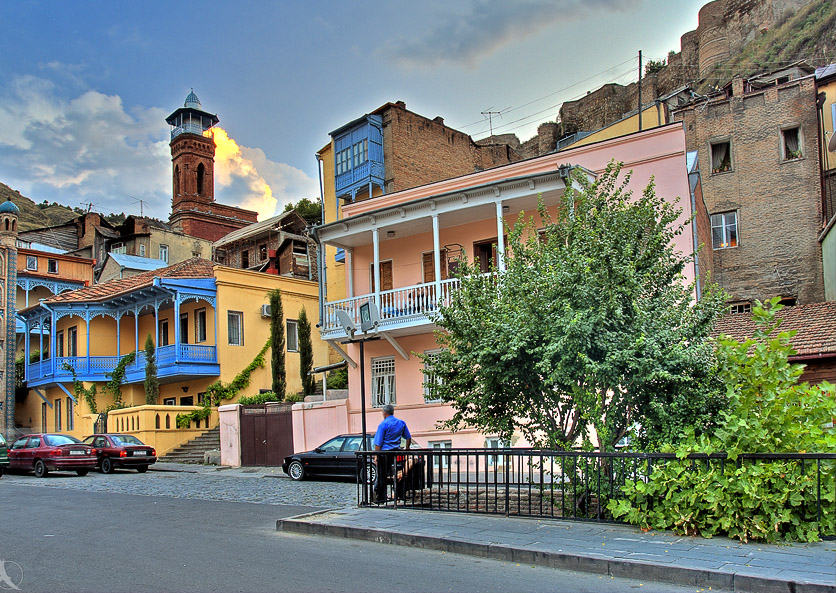
トビリシのモスク

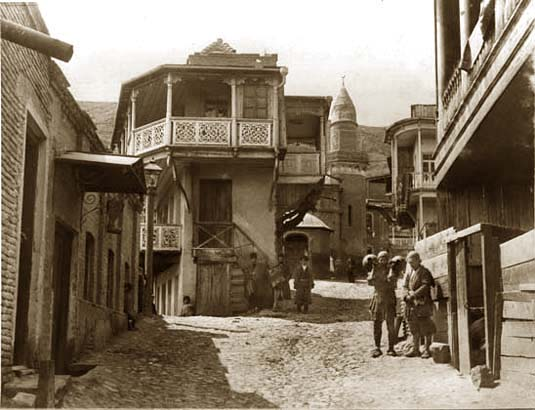
植物通りとスンナ派のモスク

ジョージアにイスラームの教えがもたらされたのは、645年、第3代正統カリフ、ウスマーンの時代である。この間、トビリシ（アル=テフェリス）はイスラーム圏と北欧間の貿易の中心として発展した。14世紀後半から15世紀前半にかけて行われたティムールのグルジア侵攻から、16世紀から19世紀初頭まで続いたイラン王朝（サファヴィー朝、アフシャール朝、ガージャール朝）の支配やオスマン人からのカフカス地方への圧迫に至るまで、ジョージアにおけるイスラームの歴史は、1801年のロシアによる併合まで引き続いた。1703年、ヴァフタング6世はカヘティ国王として即位し、のちにイスラームに改宗した。この時代に活躍した著名なジョージア系ムスリムとしては、カルトリ国王ダヴィド11世、カヘティ国王イェッセ、カルトリ国王シモン2世がいる。
ジョージア国内のムスリム人口は、全人口の9.9%である46万3062人である。ジョージア系ムスリムは、そのほとんどがスンナ派であり、トルコにほど近いアジャリアに住む。アゼルバイジャン系のムスリムにはシーア派が多く、アゼルバイジャンやアルメニアとの国境近くに住むものが多い。2011年7月、ジョージア議会は、「ジョージアとの間に歴史的な繋がりをもつ」宗教的マイノリティの集団に対して、政府への登録を行うことを許可する法案を成立させた。この法案は、イスラム教とその他4つの宗教に向けたものであった。同法案の草案は、イスラム教と4つの宗教コミュニティについて明確に言及している。

## ユダヤ教

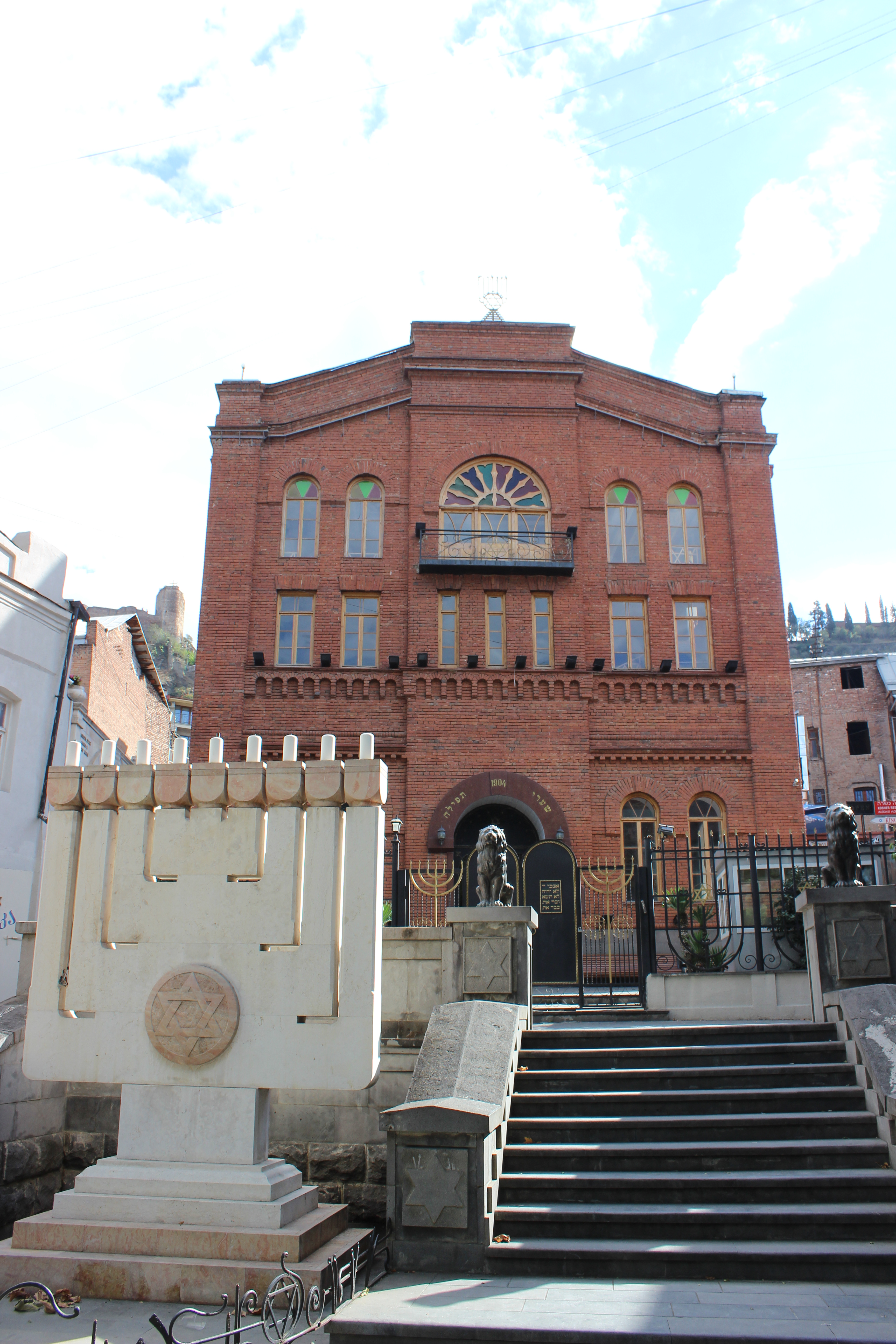
トビリシの大シナゴーグ 1903年創建

ジョージアにおけるユダヤ教は、2000年以上にわたる歴史をもつ。1970年代にはこの国におけるユダヤ人人口は10万人を超えていたが、今日のユダヤ教コミュニティは小さいものとなっている（2002年の統計調査では3541名）。国内のほぼすべてのユダヤ教徒がジョージアを去り、多くがイスラエルへと移住した。この動きはソヴィエト連邦崩壊直後に顕著であった。ジョージアに残ったユダヤ教徒の多くはトビリシに居住し、2つのシナゴーグが開かれている。コミュニティが小さくなったこと、また、経済的理由から、以前は別々のシナゴーグだったうち2階建ての1棟に、2つの会派が集会を行っている。

## バハーイー教
ジョージアにおけるバハイ教の歴史は、開祖バハオラが存命中の1850年、その前身である宗教、バーブ教に伴った伝来に始まる。ソヴィエトによる抑圧的な宗教政策が行われた時代、ソ連邦内のバハイ教徒は国外のバハイ教徒とのつながりを失った。しかしながら、1963年にはトビリシに住むバハイ信徒が特定されている。ペレストロイカを経た1991年、ジョージアで初の地方精神行政会が設立され、1995年にはジョージアのバハイ教徒らによって全国精神行政会が選出された。バハイ教はジョージアにおいて教勢を伸ばしている。

## 信教の自由
ジョージア憲法は信教の自由を保証し、政府はこの権利を概ね尊重している。一般に市民は伝統的な宗教団体に対して干渉しないが、非伝統的な宗教団体に対する暴力や差別が報告されている。

## 関連文献
- Charles, Robia: "Religiosity in Armenia, Georgia and Azerbaijan" in the Caucasus Analytical Digest No. 20
- Baramidze, Ruslan: "Ethnic Georgian Muslims: A Comparison of Highland and Lowland Villages" in the Caucasus Analytical Digest No. 20